# Paragaleodes sericeus
Paragaleodes sericeus är en spindeldjursart som beskrevs av Kraepelin 1899. Paragaleodes sericeus ingår i släktet Paragaleodes och familjen Galeodidae. Inga underarter finns listade i Catalogue of Life.